# 李士祥
李士祥（1958年8月—），男，汉族，北京通州人，中华人民共和国政治人物。中共中央党校研究生毕业（中共中央党校函授学院政治学专业），工学硕士，高级政工师。中国共产党第十八届中央委员会候补委员。

## 生平
李士祥是北京市通州区漷县镇周起营人。1978年8月参加工作，1982年3月加入中国共产党。曾任北京市草场中学教师，中共北京市通县县委组织部副部长、通县城关镇党委书记、通县县委常委，中共昌平县委副书记、副县长、代县长、县长，中共朝阳区委副书记、副区长、代区长、区长，2003年1月任朝阳区委书记。
2006年10月，任中共北京市委常委，晋升副部级。同年12月，任中共北京市委常委、秘书长、办公厅主任、市直机关工委书记。2012年7月，任中共北京市委常委、北京市人民政府常务副市长。同年11月14日，当选中国共产党第十八届中央委员会候补委员。2013年，被选为第十二届全国人大代表。
2017年1月17日，当选北京市政协副主席。2017年2月21日，不再担任中共北京市委常委、2017年2月24日，不再担任北京市副市长职务。2018年1月退休。
2018年9月15日，因涉嫌严重违纪违法，接受中央纪委国家监委纪律审查和监察调查。2019年2月3日被开除党籍、取消待遇、移送检察机关依法审查起诉。长春市人民检察院指控：2001年至2013年，被告人李士祥利用担任北京市朝阳区人民政府区长、中共北京市朝阳区委书记、北京市委常委、秘书长、北京市人民政府副市长等职务上的便利，或者利用其职权、地位形成的便利条件，通过其他国家工作人员职务上的行为，为有关单位和个人在工程承揽、房地产开发、职务调整等事项上提供帮助，直接或通过其近亲属收受相关人员给予的财物，共计折合人民币8819万余元。。
2019年11月12日，吉林省长春市中级人民法院公开宣判，对李士祥以受贿罪判处有期徒刑10年，并处罚金人民币600万元，对李士祥受贿所得财物予以追缴，上缴国库。李士祥当庭表示服从法院判决，不上诉。

## 外部連結
- 李士祥简历，中国经济网 （页面存档备份，存于）
- 李士祥:人口调控目标上半年出台 （页面存档备份，存于） 中国经济网 2014-05-01
- 李士祥：北京房价要实现稳中有降 （页面存档备份，存于） 中国经济网 2014-05-20
- 李士祥:回应雾霾等热点问题 （页面存档备份，存于） 中国经济网 2014-07-10

| 中華人民共和國政府职务 | 中華人民共和國政府职务                                 | 中華人民共和國政府职务 |
| ---------------------- | ------------------------------------------------------ | ---------------------- |
| 前任： 吉 林           | 北京市人民政府常务副市长 2012年7月－2017年2月          | 繼任： 张 工           |
| 前任： 李凤玲          | 北京市朝阳区人民政府区长 1999年11月－2003年1月         | 繼任： 陈 刚           |
| 前任： 于长海          | 昌平县人民政府县长 1993年10月－1999年12月              | 繼任： 赵凤桐          |
| 中国共产党职务         |                                                        |                        |
| 前任： 孙政才          | 中国共产党北京市委员会秘书长 2006年12月－2012年7月     | 繼任： 赵凤桐          |
| 前任： 刘晓晨          | 中国共产党北京市朝阳区委员会书记 2003年1月－2006年11月 | 繼任： 陈 刚           |